# Абдураїмова Жумагуль
Жумагуль Абдураїмова (1915, тепер Республіка Каракалпакстан, Узбекистан — ?) — радянська узбецька діячка, бригадир колгоспу імені Карла Маркса Шаббазького району Каракалпацької АРСР. Депутат Верховної ради СРСР 2-го скликання.

## Життєпис
Народилася в селянській родині. 
З кінця 1930-х років — бригадир колгоспу імені Карла Маркса селища Шаббаз Шаббазького району Каракалпацької АРСР. Член ВКП(б).
Подальша доля невідома.